# Hernán Laborde
Hernán Laborde (Veracruz, 1896 - Mexico-Stad, 1 mei 1955) was een Mexicaans communistisch politicus.
Laborde sloot zich in 1919 aan bij de Mexicaanse Communistische Partij (PCM). In 1929 werd hij na een grote zuivering waarbij trotskisten de partij uit werden gezet secretaris-generaal van de PCM. In 1934 was hij presidentskandidaat voor de PCM, maar haalde in het hele land slechts enkele honderden stemmen. Laborde organiseerde een lastercampagne tegen Trotski nadat deze naar Mexico was gevlucht, maar sprak zich wel uit tegen de moord op Trotski. Laborde werd vervolgens uit de partij gestoten en sloot zich aan bij de Arbeiders en Boerenpartij van Mexico (PCOM) van Valentín Campa. Laborde overleed op dag van de arbeid in 1955.